# Ludvig Müller (skuespiller)
 For alternative betydninger, se Ludvig Müller. (Se også artikler, som begynder med Ludvig Müller)
Ludvig August Müller (født 29. marts 1868 i Bergen, død 1. oktober 1922 i Bad Nauheim, Tyskland) var en norsk skuespiller og teaterchef, søn af forfatterinden Amalie Skram.
Han debuterede i 1897 på Christiania Theater som "Ambrosius" og gav usædvanlige løfter, som dog ikke indfriedes fuldt ud som skuespiller på Nationaltheatret og senere Centralteatret. Han var 1913—16 chef for Trondhjems Teater. Han var elskværdig og mangesidig begavet, skrev lettere skuespil og vers og ledede i sine sidste år tourneer, særlig i Danmark, sammen med sin anden hustru, Margit Lunde-Müller (1881–1976). I sit første ægteskab havde han været gift med Signe Grieg (1868–1960).